# Charles Alexandre de Calonne
Charles Alexandre de Calonne (20. ledna 1734 Douai – 30. října 1802 Paříž) byl francouzský politik, ministr financí během vlády Ludvíka XVI. v letech 1783–1787.

## Život
Charles Alexandre de Calonne po nástupu do funkce převzal po předchůdcích státní dluh ve výši 113 milionů liber jako následek financování americké revoluce, kromě jiných aktivit. Po nástupu do úřadu se pustil do řešení této fiskální krize, pro což našel u Ludvíka XVI. podporu. Začal sestavovat široký a ambiciózní plán zvýšení příjmů a centralizace řízení státních financí. Králi ho představil 20. srpna 1786. Jeho jádrem byl nový daňový systém, který měl nahradit staré dvacátkové daňové odvody a odstranit daňové výjimky privilegovaných vrstev.
Nový systém daní měl být organizován podle provincií a jeho úředníci měli být voleni poplatníky – majiteli v jednotlivých obvodech a provinciích. Hlavní návrh měl jako svou součást balík racionalizačních reforem, včetně umožnění volného obchodu a odstranění množství lokálních celních bariér a poplatků ve vnitřním obchodě. Na znovuoživení ekonomiky zavedl znovu zlatý standard ve francouzské měně (libra) a státní účet diskontních úvěrů.
Představil oficiálně balík těchto opatření:
1. Snížení vládních výdajů
2. Vytvoření a oživení metod volného obchodování
3. Schválení prodeje církevního majetku
4. Vyrovnání daní z tabáku a soli
5. Uzákonění obecné univerzální daně v zemi

Tyto nové zákony neprošly, což zapříčinila slabá mocenská a ekonomická pozice Ludvíka XVI. Návrh byl napaden a zamítnut i s přispěním Jacquese Neckera, následujícího ministra financí Francie. Deficit byl jedním z klíčových faktorů, který dal do pohybu politické procesy ústící ve Francouzskou revoluci.